# Ben Barnes
Benjamin Thomas Barnes  (London, Anglia, Egyesült Királyság, 1981. augusztus 20. –) angol színész és énekes.
Legismertebb szerepe a Narnia Krónikái-filmek második, illetve harmadik részében szereplő Caspian herceg.

## Fiatalkora és tanulmányai
Londonban született Tricia és Thomas Barnes gyermekeként. Édesanyja terapeuta, édesapja pszichiáter és professzor, valamint van egy öccse, Jack. Barnes a tanulmányait magániskolában végezte, 2004-ben diplomázott a Kingston Egyetem angol irodalom és dráma szakán.

## Színészi pályafutása
Karrierjét zenei színházban (National Youth Music Theatre) kezdte, első jelentősebb szerepe egy West End musical adaptációjában a Bugsy Maloneban volt. Rövid ideig egy fiúbanda a Hyrise énekese volt, 2004-ben a Leading Me On című dallal képviselték az Egyesült Királyságot az Eurovíziós dalfesztiválon. 2006-ban vendégszerepelt a Doktorok című brit sorozatban, majd egy évvel később debütált mozifilmben, Matthew Vaughn Csillagpor című filmjében játszotta a fiatal Dunstan szerepét. 2007-ben bejelentették, hogy Barnes fogja játszani Caspian herceg szerepét a Narnia Krónikái második részében. Ben gyermekkorában olvasta a könyvet, és miután megkapta a szerepet két hónapot töltött Új-Zélandon ahol kaszkadőr mutatványokat és lovaglást tanult, hogy fel tudjon készülni a forgatásra.
Következő szerepében Jessica Biel és Colin Firth partnere volt a Könnyed erkölcsök című romantikus komédiában. 2009-ben ismét együtt dolgozott Colin Firthel Oscar Wilde Dorian Gray arcképe című regényének filmadaptációjában, ahol a címszereplő Dorian Gray szerepét játszotta. 
2009-ben egy pszichológiai thrillerben a Locked Inben játszott, majd következett a Narnia Krónikái harmadik része A Hajnalvándor útja. 2010 januárjában kezdte forgatni a Killing Bono című komédiát, majd visszatért Londonba ahol főszerepet kapott a West End színpadán a Birdsong című drámában amit 2011 januárjában játszottak utoljára.

## Filmográfia

### Film
| Év   | Magyar cím                           | Eredeti cím                                              | Szerep               | Magyar hang     |
| ---- | ------------------------------------ | -------------------------------------------------------- | -------------------- | --------------- |
| 2007 | Csillagpor                           | Stardust                                                 | fiatal Dunstan Thorn | Előd Botond     |
| 2008 |                                      | Bigga than Ben                                           | Cobakka              |                 |
| 2008 | Narnia Krónikái: Caspian herceg      | The Chronicles of Narnia: Prince Caspian                 | Caspian herceg       | Moser Károly    |
| 2008 | Könnyed erkölcsök                    | Easy Virtue                                              | John Whittaker       | Dányi Krisztián |
| 2009 | Dorian Gray                          | Dorian Gray                                              | Dorian Gray          | Moser Károly    |
| 2010 |                                      | Locked In                                                | Josh Sawyer          |                 |
| 2010 | Narnia Krónikái: A Hajnalvándor útja | The Chronicles of Narnia: The Voyage of the Dawn Treader | Caspian király       | Moser Károly    |
| 2011 | Kinyírni Bonót                       | Killing Bono                                             | Neil McCormick       |                 |
| 2012 | Lopott szavak                        | The Words                                                | fiatal férfi         | Szatory Dávid   |
| 2013 | A nagy nap                           | The Big Wedding                                          | Alejandro Griffin    | Czető Roland    |
| 2014 | A fegyver törvénye                   | God Only Knows/By the Gun                                | Nick Tortano         | Czető Roland    |
| 2014 | Jackie és Ryan                       | Jackie & Ryan                                            | Ryan Brenner         | Fehér Tibor     |
| 2014 | A hetedik fiú                        | Seventh Son                                              | Thomas "Tom" Ward    | Szatory Dávid   |
| 2023 |                                      | The Critic                                               | Stephen Wyley        |                 |

### Televízió
| Év        | Magyar cím                        | Eredeti cím                                 | Szerep             | Megjegyzések                                                   |
| --------- | --------------------------------- | ------------------------------------------- | ------------------ | -------------------------------------------------------------- |
| 2006      | Doktorok                          | Doctors                                     | Craig Unwin        | 1 epizód                                                       |
| 2006      |                                   | Split Decision                              | Chris Wilbur       | tévéfilm                                                       |
| 2015      |                                   | Sons of Liberty                             | Samuel "Sam" Adams | minisorozat                                                    |
| 2015      |                                   | Exposed                                     | Stoya              | tévéfilm                                                       |
| 2016–2018 | Westworld                         | Westworld                                   | Logan Delos        | főszereplő                                                     |
| 2017–2019 | A Megtorló                        | The Punisher                                | Billy Russo        | főszereplő (25 epizód)                                         |
| 2021–2023 | Shadow and Bone – Árnyék és csont | Shadow and Bone                             | Darkling / Éjúr    | - főszereplő - magyar hangja: - Szatory Dávid                  |
| 2022      | Guillermo del Toro: Rémségek tára | Guillermo del Toro's Cabinet of Curiosities | William Thurber    | - 1 epizód (Pickman modellje) - magyar hangja: - Szatory Dávid |
| 2023      | Fekete tükör                      | Black Mirror                                | TV Mac             | 1 epizód (Joan szörnyű)                                        |

### Videójátékok
| Év   | Cím                                      | Szerep         |
| ---- | ---------------------------------------- | -------------- |
| 2008 | The Chronicles of Narnia: Prince Caspian | Caspian herceg |

## Diszkográfia
| Év   | Cím                                              | Album                    |
| ---- | ------------------------------------------------ | ------------------------ |
| 2008 | "A Room with a View"                             | Easy Virtue Soundtrack   |
| 2008 | "I'll See You Again"                             | Easy Virtue Soundtrack   |
| 2008 | "When the Going Gets Tough, The Tough Get Going" | Easy Virtue Soundtrack   |
| 2011 | "Do Anything You Wanna Do"                       | Killing Bono Soundtrack  |
| 2011 | "Some Kind of Lovin"                             | Killing Bono Soundtrack  |
| 2011 | "Cry Baby"                                       | Killing Bono Soundtrack  |
| 2011 | "Where We Want To Be"                            | Killing Bono Soundtrack  |
| 2011 | "Kicking Off Again"                              | Killing Bono Soundtrack  |
| 2011 | "Sleepwalking"                                   | Killing Bono Soundtrack  |
| 2011 | "Better Way"                                     | Killing Bono Soundtrack  |
| 2011 | "On My Own"                                      | Killing Bono Soundtrack  |
| 2011 | "Love Never Dies"                                | Killing Bono Soundtrack  |
| 2011 | "Play Dead"                                      | Killing Bono Soundtrack  |
| 2012 | "La Marseillaise"                                | The Words                |
| 2015 | "Georgia Crawl"                                  | Jackie & Ryan Soundtrack |
| 2015 | "Last Kind Words"                                | Jackie & Ryan Soundtrack |
| 2015 | "Dance All Night"                                | Jackie & Ryan Soundtrack |
| 2015 | "I Know You Rider"                               | Jackie & Ryan Soundtrack |
| 2015 | "Southbound"                                     | Jackie & Ryan Soundtrack |
| 2015 | "Sitting on Top of the World"                    | Jackie & Ryan Soundtrack |
| 2015 | "900 Miles"                                      | Jackie & Ryan Soundtrack |
| 2015 | "Birds Fly"                                      | Jackie & Ryan Soundtrack |
| 2015 | "As the Road Goes"                               | Jackie & Ryan Soundtrack |